# Курмыш (Рязанская область)
Курмыш — деревня в Касимовском районе Рязанской области. Входит в состав Ермоловское сельского поселения.

## Географическое положение
Расположено примерно в 20 км к востоку от центра города Касимова и в 10 км к юго-западу от Елатьмы.
Входя в состав Ермоловского сельского поселения, располагается западнее с. Ермолово, от которого её отделяет речка Унжа.
Ближайшие населённые пункты — Большой Кусмор (юго-западнее) и Ермолово (восточнее). «Зелёная» улица проходит из Большого Кусмора на север через Курмыш и далее на восток через р. Унжа в Ермолово, где переходит в Заовражную улицу.

## История
Название — татарского происхождения (татары проживали в данной местности во времена Касимовского ханства).

### Помещичье владение
Первые упоминания Курмыша, как установил историк С. А. Пичугин, относятся к XVII в.:
"Запись 342.
За Михайлом, да за Григорьем за Федоровыми детьми Ермолова отца их поместье деревня Высокая горка, Курмышол тож, на речке на Унже, а в ней: двор помещиков; двор люцкой; (в) крестьянин Ивашко Лукьянов; пашни паханые, середние земли, четь с полуосминою, да перелогу (Л. 666 об.) и лесом поросло восмьдесят четыре чети бес полуосмины в поле, а в дву по тому ж; сена меж поль тритцать копен.
За ними ж, что было за Ондреем за Матвеевым сыном Ермолова, а после за отцом их за Федором, треть села Новоселок, а в трети: двор помещиков; два двора люцких; (в) бобыль Ивашко Фролов; двор пуст; пашни паханые, середние земли, осмина с четвериком, да перелогу и лесом поросло семьдесят (Л. 667) четыре чети с полуосминою и с четвериком в поле, а в дву по тому ж; сена на отхожих лугех за рекою за Окою на Вана лугу и на Козатове и на Шетрехах сто семьдесят копен; лесу нет.
И всего за Михайлом, да за Григорьем треть сельца, да деревня, а в них: два двора помещиковых; 3 двора люцких; двор крестьянской; двор бобыльской живущие; двор пуст; пашни паханые, середние земли, 2 чети бес четверика, а доброю (Л. 667 об.) землею с наддачею <...>565 с осминою,
да перелогу и лесом поросло 158 чети с четвериком, а доброю землею с наддачею 126 чети с осминою.
И обоего: пашни паханые и прелогу, и лесом поросло, середние земли, доброю землею с наддачею 128 чети в поле, а в дву по тому ж; сена 200 копен; лесу нет.
А сошного письма в живущем и впусте полчети и полполполчети сохи, да перешло за сошным письмом (Л. 668) <...>566.
А платить з живущего с одной чети с осминою.
Михайло служит, Григорей в службу поспел."
В переписи 1710 г. Азовская губерния. Шацкий уезд. Борисоглебский стан. Переписная книга переписи стольника Михаила Ивановича Сербина:
"В деревни Курмышка
 Рейтарская  Григорьевская жена Ермолаева Просковья Максимова дочь 40 лет у нея сын Александра 7 лет
 .....В деревни Курмышка за вдовою Просковьею Максимовою дочерью райтарскою Григорьевскою женою Мерлина двор помещичей внем дворовыя люди ... (л.242об.) ... да крестьянин сведен двором ... выведен в Ламовской уезд в деревню Андреевку да ис помещикова 2 двора бежали дворовыя люди ... а по переписным книгам 186-го году написано было за Иваном Михайловым сыном Ермоловым 2 двора крестьянских ис того числа 1 двор сведен ... а ныне налицо за вышеписанною помещицею двор помещичей да двор крестьянской всего 2 двора ... (л.243) ...
 В той же деревни Курмышке за дворерином Матвеем Лукьяновым сыном Ермоловым двор помещиков в нем дворовые люди приказной человек ... дворовыя люди ... (л.243об.) ... двор скотской в нем скотники ... а по переписным книгам 186-го году написано было за Лукьяном Михайловым сыном Ермоловым двор крестьянской и тот крестьянин бежал двор пуст ... (л.244) ... пошел волею в салдаты ... а ныне за вышеписанным помещиком налицо жилой двор помещиков да двор скотской всего 2 двора ...
Всего в деревни Курмышке за 2 помещики 2 двора помещиковых да двор скотской да двор крестьянской всего 4 двора ... (л.244об.) ..."
В середине 19 в. принадлежало генеральше Анне Ивановне Щербатовой (ей же принадлежали большая часть Новой Деревни, Щербатовка и ряд других селений), а после её смерти досталось Наталье Алексеевне Мельгуновой и Елене Алексеевне Толстой, в чьём владении и пребывало на момент крестьянской реформы 1861 г.

### Административное положение
Селение входило в приход Успенской церкви с. Большой Кусмор до 1840-х гг., а затем было приписано к приходу Успенской церкви в с. Ермолово.
По состоянию на 1913 г. деревня входила в состав Ермоловской волости Елатомского уезда Тамбовской губернии.

## Население
| 2010 |
| ---- |
| 44   |

## Инфраструктура
Личное подсобное хозяйство.